# Lítium-nitrid
A lítium-nitrid a lítium és nitrogén vegyülete, az egyetlen stabil alkálifém-nitrid. Képlete Li3N. Szilárd halmazállapotban vörös vagy bíbor színű anyag, olvadáspontja magas.

## Kristályszerkezete
A Li3N kristályszerkezete nem szokványos, benne kétféle réteg található. Az egyik fajta réteg grafitrácsra emlékeztet, ahol a hexagonális rácsot lítiumok alkotják, de a hatszögek közepe nem üres, hanem nitrogének ülnek bennük. A nitrogént alulról és felülről is egy-egy lítium fogja közre, ezek alkotják a másik fajta, csak lítiumból álló rétegeket. A nitrogén szemszögéből nézve a szerkezet hexagonális bipiramisokból áll, amelyeknek közepén egy nitrogén helyezkedik el, nyolc lítiummal körülvéve. A bipiramisok a csúcsaikon, illetve ekvatoriális éleikkel érintkeznek egymással.

## Fizikai és kémiai tulajdonságai
A szilárd lítium-nitrid szuperionos vezető, a szervetlen lítiumsók között a legnagyobb vezetőképességű anyag. Kiterjedten tanulmányozzák szilárd elektrolitként és elemek anódanyagként történő felhasználását. Előállítható az elemek közvetlen reakciójával, akár fémlítium tiszta nitrogéngázban történő égetésével, vagy nitrogéngáz és folyékoly fémnátriumban oldott lítium reakciójával. Az utóbbi eljárással tisztább termék nyerhető. A lítium-nitrid vízzel hevesen reagál, melynek során ammónia keletkezik:
Li3N (s) + 3 H2O (l) → 3 LiOH (aq) + NH3 (g)
Más alkáli- és alkáliföldfém-nitridek is hasonló módon reagálnak, ennek oka a nitridek erős bázicitása. A hipotetikus N3− nitridion rendkívül erős Brønsted-bázis lenne, a szuperbázisok közé tartozna. Valójában a hidridionnál is erősebb bázis, így magát a hidrogént is deprotonálja:
Li3N (s) + 2 H2 (g) → LiNH2 (s) + 2 LiH (s)
A lítium-nitridet mint lehetséges hidrogéntároló anyagot is vizsgálják, mivel a reakció 270 °C hőmérsékleten megfordítható. 11,5%-os hidrogénabszorpció is elérhető.
A lítiumból levegő hatására (lítium-oxid, lítium-hidroxid és lítium-karbonát mellett) kis mennyiségben lítium-nitrid keletkezik.

## Fordítás
- Ez a szócikk részben vagy egészben a Lithium nitride című angol Wikipédia-szócikk ezen változatának fordításán alapul.  Az eredeti cikk szerkesztőit annak laptörténete sorolja fel. Ez a jelzés csupán a megfogalmazás eredetét és a szerzői jogokat jelzi, nem szolgál a cikkben szereplő információk forrásmegjelöléseként.